# Michael Wagmüller

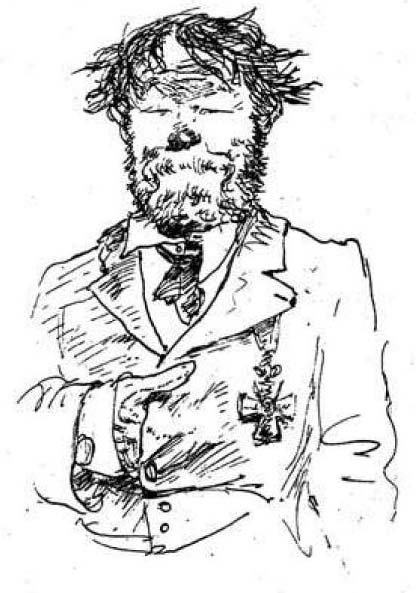
Michael Wagmüller tecknad av Friedrich August von Kaulbach 1878.

Michael Wagmüller, född den 14 april 1839 i Regensburg, död den 26 december 1881 i München, var en tysk skulptör.
Wagmüller studerade i München hos Max von Widnmann, utförde porträttbyster och genreskulptur av målerisk hållning med kraftfull realism. Han uppehöll sig flera gånger i London och hade där en mängd porträttbeställningar, utförde även många arbeten på Ludvig II:s slott Linderhof och Herrenchiemsee i bayerska höglandet. Bland hans verk i München finns Liebigs staty i marmor, avslutad efter Wagmüllers död av hans lärjunge Wilhelm von Ruemann (avtäckt 1883).